# 후니용이
후니용이는 후니(최명훈)과 용이(김민)로 이루어진 대한민국의 트로트 듀오이다.
후니(최명훈)은 2002년 윤익이란 이름으로 솔로 데뷔. 2004년에 ㄱ(기역)이라는 5인조 아이돌 그룹으로 재데뷔를 했으나 활동 4년만에 해체. 후니가 여행사 직원이었던 용이에게 그룹 결성을 제안, 2011년 1분1초라는 곡으로 데뷔했다.

## 음반목록
정규앨범
- 후니용이 1 + 1

싱글/미니 앨범
OST
컴필레이션 앨범
- 식구 2020년 9월 발매

리메이크 앨범
- 후니용이 발라드 2018년 5월 발매
- 논스톱 7080 2016년 1월 발매

## 가수 외 활동
MC - 용이
'오마이싱어' - 2020년 5월 ~ 현재
음반 디자인 - 후니
김호중, 장민호, 밀젠코 마티예비치와 같은 다양한 아티스트들을 위해 수많은 앨범 커버를 디자인했다. 
뮤직비디오 연출
유재석의 "사랑의 재개발"의 뮤직비디오를 감독했다. 뮤직비디오는 유튜브 조회수 470만 건을 돌파했다. 유재석에게 충격을 준 뮤직비디오 전체를 촬영하는 데 한 시간이 걸렸지만 결과는 유재석을 만족시켰다. 후에 후니용이가 그들의 스타일의 캐롤 버전으로 노래를 커버했다.

## 같이 보기
- 후니
- 용이